# Herb Angarska

Herb Angarska

Herb Angarska (NHR:139) zatwierdzony 29 kwietnia 1996 to szmaragdowa tarcza francuska ze złotą figurą młodej dziewczyny w rozwianym ubraniu. Lazurowa podstawa tarczy jest porozdzielana kilkoma rzędami srebrnych kolców, tworzących wrażenie fal.
Szafirowe pole tarczy symbolizuje tajgę, lazurowa podstawa – wodę. Ukazane razem oznaczają, że miasto zostało zbudowane w tajdze na brzegu rzeki. Figura biegnącej młodej kobiety to symbol wzięty z legendy o Angarze, która uciekła od swojego ojca Bajkała do ukochanego Jeniseja, od imienia której miasto wzięło nazwę. Złoty kolor figury, symbolizujący bogactwo, oznacza duży potencjał przemysłowy miasta.